# ماریو توردو
ماریو توردو (انگلیسی: Mario Turdó؛ زادهٔ ۱ ژانویهٔ ۱۹۷۹) بازیکن فوتبال اهل آرژانتین است که در پست مهاجم بازی می‌کند. در حال حاضر در باشگاهی بازی نمی‌کند.
توردو فوتبال خود را در سال ۱۹۹۷ با ایندپندینته آغاز کرد.